# Steve Hamer
Pour les articles homonymes, voir Hamer.
Steve Hamer, né le 13 novembre 1973, à Memphis, au Tennessee, est un ancien joueur américain de basket-ball. Il évolue au poste de pivot.